# Burg Gródek nad Dunajcem

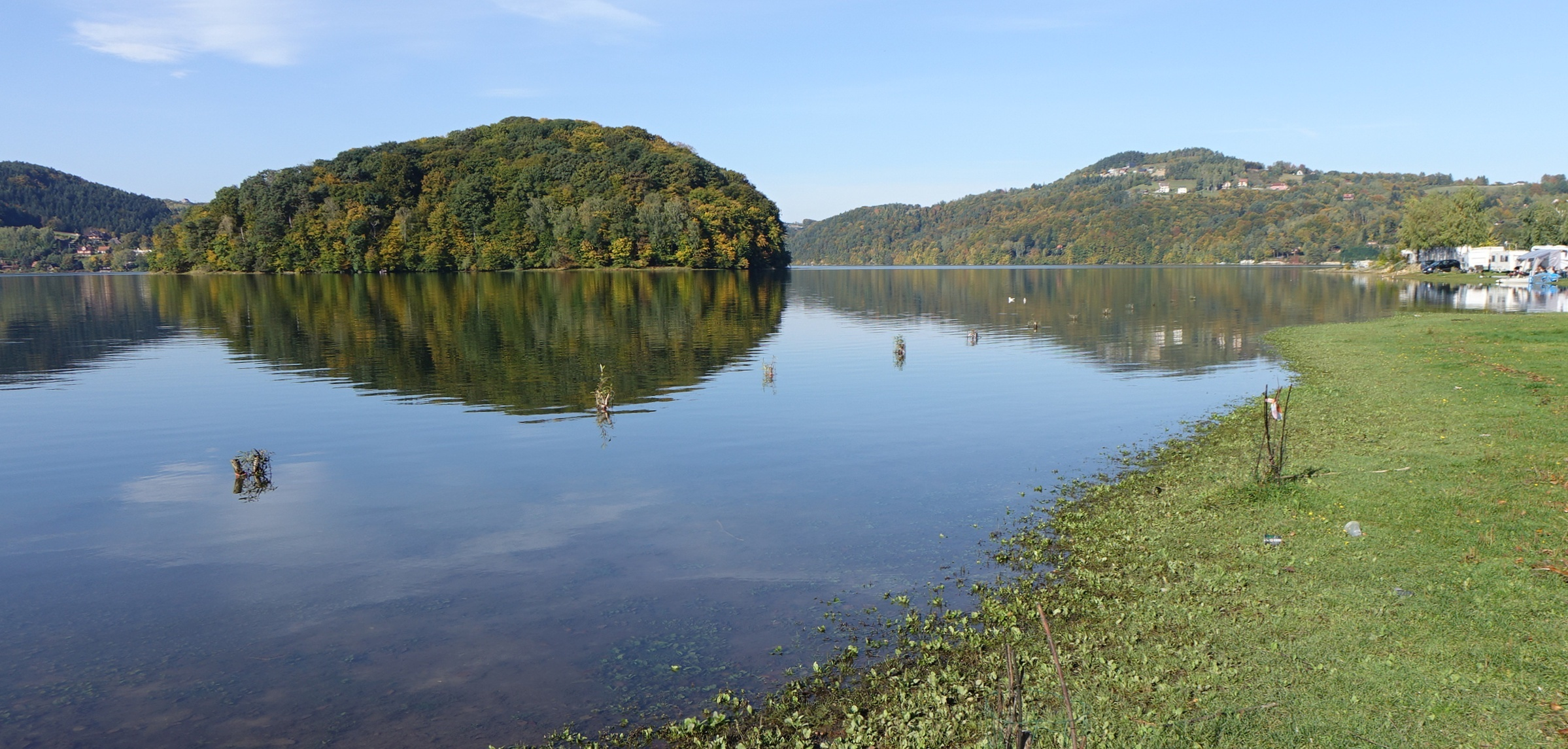
Burg Gródek nad Dunajce auf einer Insel im heutigen Stausee Rożnów

Die Burg Gródek nad Dunajcem (polnisch Zamek w Gródku nad Dunajcem) ist eine Burgruine in Gródek nad Dunajcem bei Nowy Sącz in der polnischen Woiwodschaft Kleinpolen. Sie befand sich am Fluss Dunajec auf dem Berg Grodzisko im Gebirgszug der Beskiden im Rożnów-Gebirge. Heute liegt sie auf einer Insel im 1941 angelegten Stausee Rożnów. Sie zählt zu den Dunajec-Burgen, die die mittelalterliche Handelsstraße vom Königreich Polen nach Oberungarn entlang des Dunajec und Poprads bewachten.

## Geschichte
Die Burg wurde in der ersten Hälfte des 14. Jahrhunderts erbaut. Gegen Ende des Jahrhunderts gehörte sie dem Erzbischof von Gnesen Mikołaj Kurowski und seinem Bruder Piotr Kurowski. Sie wurde wahrscheinlich um 1400 oder kurz nach der Wende zum 15. Jahrhundert zerstört. Seither war die Ruine dem Verfall preisgegeben und sie wurde von den Anwohnern als Steinbruch genutzt. Heute sind nur Mauerreste erhalten.